# Déportation de Tel Aviv et de Jaffa

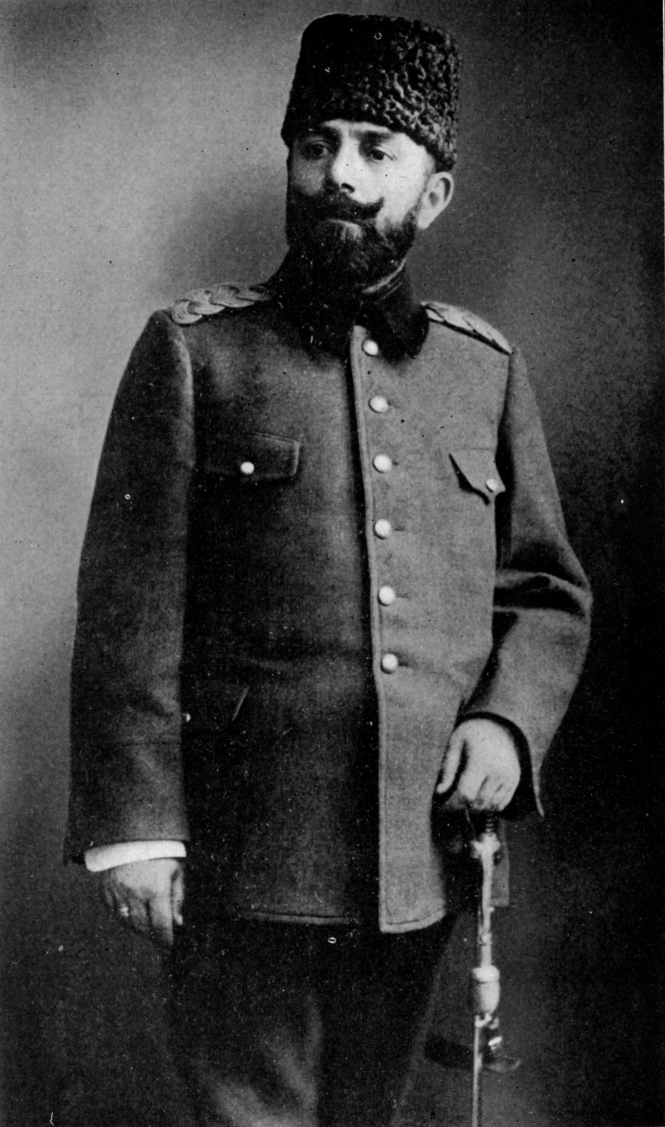
Djemal Pacha, qui ordonna l'expulsion

La déportation de Tel Aviv et de Jaffa est l'évacuation, le 6 avril 1917, de 10 000 personnes de Jaffa, y compris Tel Aviv, par les autorités de l'Empire ottoman en Palestine,. La déportation visait principalement la population juive de la ville, avec pour résultat l'expulsion des 8 000 habitants juifs. Les civils expulsés n'ont pas été autorisés à emporter leurs biens et la déportation s'est accompagnée de graves violences, de famine, de vols, de persécutions et d'abus,,,,. On pense qu'environ 1 500 personnes expulsées sont mortes des suites de la déportation. Peu après la déportation, les musulmans concernés ont pu rentrer chez eux, mais la population juive n'a pu revenir qu'à l'été 1918.

## Événements antérieurs

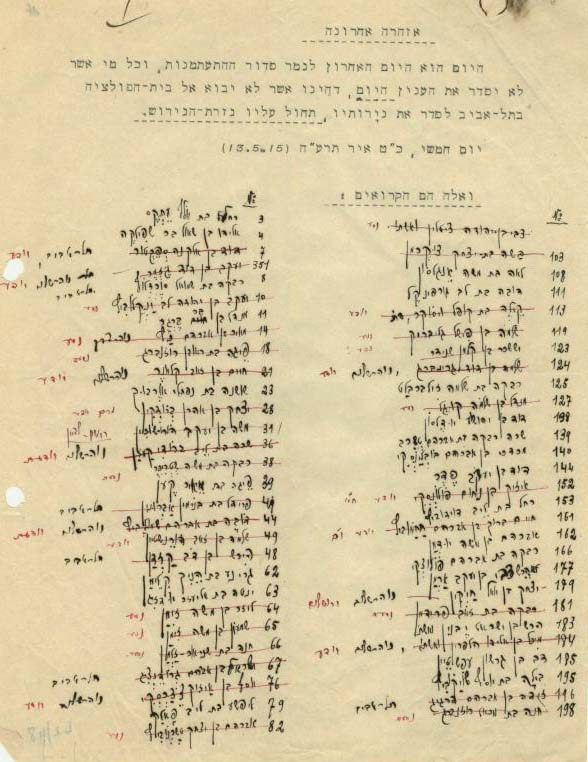
Avis du ministère de la Palestine de l'Empire ottoman en 1915 demandant aux Juifs d'obtenir la citoyenneté ottomane avant le 15 mai 1915.

En novembre 1914, l'Empire ottoman est entré dans la Première Guerre mondiale aux côtés des puissances centrales. De nombreux citoyens des pays alliés opposés vivaient en Palestine et les autorités turques les considéraient comme une menace pour la sécurité militaire.

Peu après leur entrée en guerre, les Ottomans ont aboli les capitulations qui permettaient aux étrangers de vivre dans l'empire sans en prendre la nationalité. Le gouverneur ottoman a fait des déclarations publiques contre divers citoyens étrangers dans tout l'empire, considérés comme des espions potentiels. En décembre, ils expulsent jusqu'à 6 000 citoyens russes résidant à Jaffa (tous étaient juifs). Ils sont réinstallés à Alexandrie, en Égypte. L'Empire ottoman a procédé à l'enrôlement forcé de sa population dans l'armée, exigeant des non-citoyens (y compris des Juifs) qu'ils prennent la nationalité ottomane avant le 15 mai 1915 ou qu'ils soient expulsés de la région. Après les effets dévastateurs de la famine au Liban, la situation s'est aggravée. Aaron Aaronsohn a décrit la situation :
"Pendant ce temps, les gens meurent littéralement de faim. Des images horrifiantes nous sont apparues : des femmes âgées et des enfants errant, la faim et la folie du cauchemar dans leurs yeux mourants, la nourriture leur tombant sous la main et mourant."
Un témoin oculaire anonyme a déclaré
"Même les riches de Jérusalem deviennent des bénéficiaires (de l'aumône) et courtisent même ceux qui restent.

### Nili
Révoltés par les mauvais traitements infligés aux Juifs par les Ottomans et conscients du sort réservé aux Arméniens, aux Assyriens et aux Grecs, plusieurs dissidents juifs ont formé un réseau d'espionnage appelé Nili, qui opérait en secret du côté britannique. Les activités du réseau d'espionnage ont été découvertes en 1917, ce qui a provoqué la colère des fonctionnaires ottomans, qui considéraient que les Juifs avaient trahi l'Empire ottoman, et a failli provoquer un massacre avant que des fonctionnaires allemands et du Vatican n'interviennent pour l'empêcher,. Mais c'est la goutte d'eau qui a fait déborder le vase et qui a conduit à la déportation.

## Les évacuations

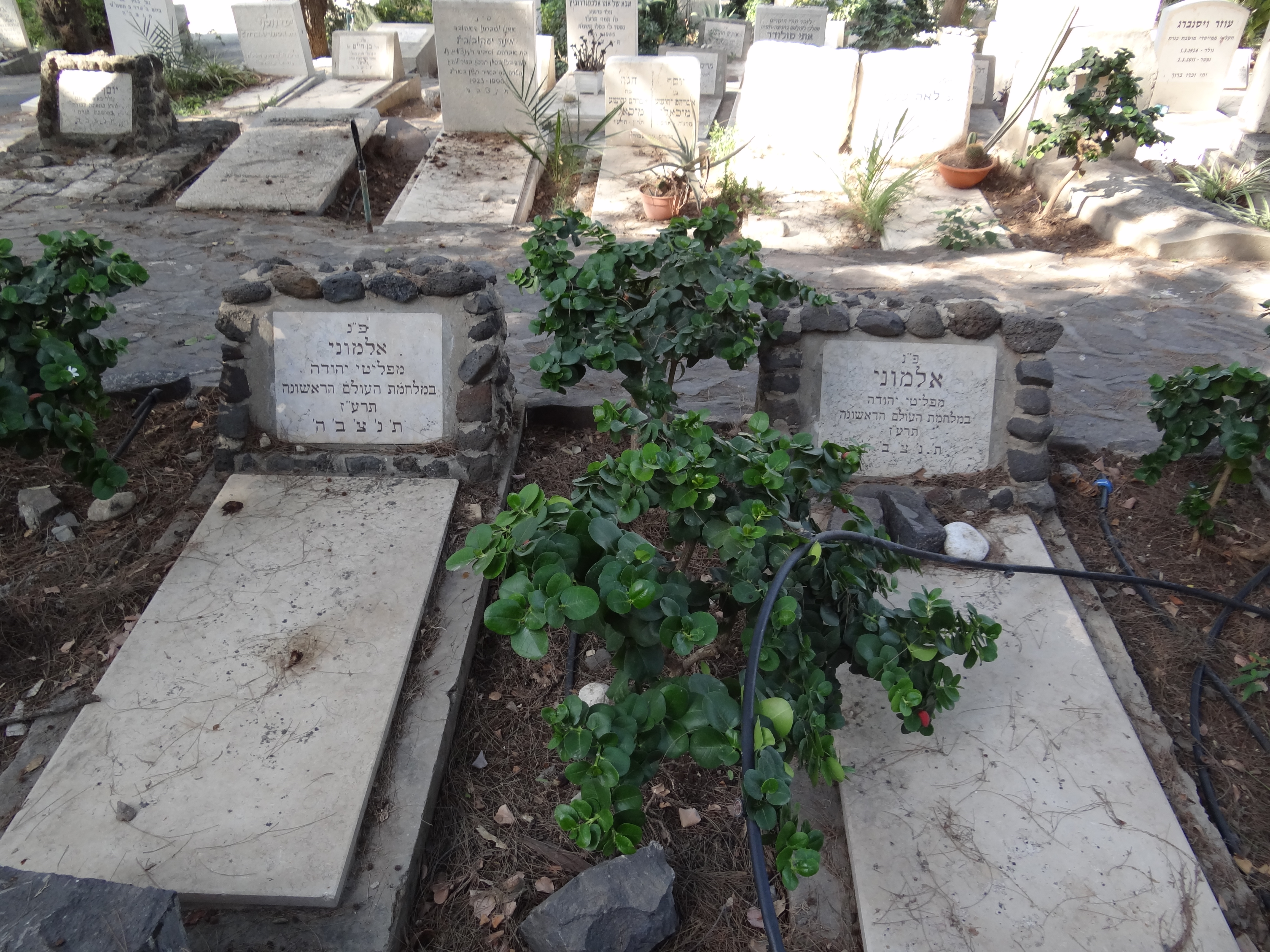
Tombes des victimes inconnues de la déportation de Tel Aviv et de Jaffa

En janvier 1917, les forces britanniques ont traversé le désert du Sinaï et sont sur le point d'envahir la Palestine, ce qui inquiète les autorités turques. L'Empire ottoman commence à se montrer sceptique à l'égard des habitants de la région, principalement des Juifs, car les Ottomans les méprisent pour leur collaboration présumée avec les Britanniques à la suite de la découverte du réseau d'espionnage de Nili.
Début mars, tous les habitants de Gaza, une ville de 35 000 à 40 000 personnes, essentiellement arabes, sont expulsés,. Ils ont 48 heures pour partir "même en rampant à genoux". Beaucoup d'hommes ont été enrôlés et les autres se sont dispersés en Palestine et en Syrie, d'abord dans les villages voisins, puis plus loin, au fur et à mesure que ces villages étaient également évacués. Les décès dus à l'exposition ou à la famine sont nombreux. Gaza n'a retrouvé sa population d'avant-guerre que dans les années 1940.
Le 28 mars 1917, Djemal Pacha ordonne l'évacuation des habitants de Jaffa,. Ils peuvent aller où ils veulent, à l'exception de Jérusalem et de Haïfa. Les fermiers ayant des récoltes dans leurs champs, les ouvriers de la cave de Rishon Lezion, les enseignants et les étudiants de l'école Mikveh Israel et du domaine de Latroun sont exclus. Djemal Pacha, responsable du théâtre de la Grande Syrie pendant la guerre, a été contraint de fournir des explications.
Isaiah Friedman soutient que le traitement des Juifs était pire que celui des non-Juifs, parce que Djemal Pacha était opposé au projet sioniste en Palestine. Sheffy estime qu'il s'agit plutôt de différences culturelles et comportementales : les Arabes n'avaient pas d'organisation centrale et, forts de leur expérience de l'application des décrets gouvernementaux, sont restés à proximité jusqu'à ce que la tempête soit passée, alors que les Juifs ont obéi au décret d'évacuation en tant que groupe. Quoi qu'il en soit, lorsque les troupes néo-zélandaises entrent dans Jaffa en novembre 1917, on estime qu'il n'y a plus que 8 000 habitants sur les 40 000 que comptait la ville.

## Population juive

### Réponse

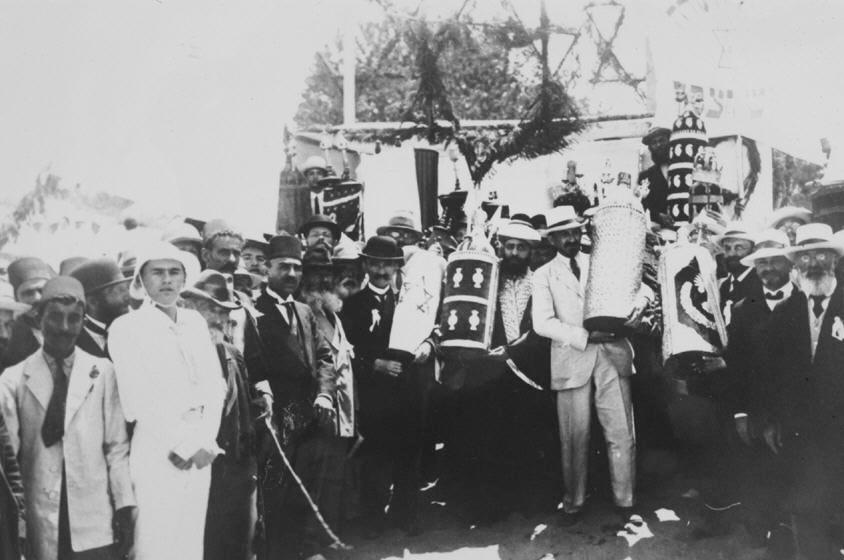
La procession pour le retour des rouleaux de la Torah exilés à Tel Aviv et Jaffa en 1918.

Les Juifs de Jaffa et de Tel Aviv organisent un comité de migration, dirigé par Meir Dizengoff et le rabbin Menachem Itzhak Kelioner. Le comité organise le transport des déportés juifs en lieu sûr, avec l'aide de Juifs de Galilée, qui arrivent à Tel-Aviv avec des charrettes. Les exilés sont conduits à Jérusalem, dans des villes du centre de la Palestine (comme Petah Tikva et Kfar Saba) et dans le nord de la Palestine, où ils sont dispersés dans les différentes colonies juives de Basse Galilée, à Zikhron Yaakov, Tibériade et Safed. Jusqu'à 16 000 déportés sont évacués de Tel Aviv, qui n'a presque plus d'habitants.
Les maisons et les biens des Juifs de Jaffa et de Tel Aviv restent la propriété des autorités ottomanes et sont gardés par une poignée de gardes juifs. Djemal Pacha libère également deux médecins juifs qui rejoignent les déportés. Néanmoins, de nombreux déportés ont péri durant le rude hiver 1917-1918, victimes de la faim et de maladies contagieuses dues à la négligence des autorités ottomanes : 224 déportés sont enterrés à Kfar Saba, 15 à Haïfa, 321 à Tibériade, 104 à Safed et 75 à Damas,.

### Destination
De nombreux déportés juifs se retrouvent à Zichron Yaakov, Hadera, Petah Tikva et Kfar Saba, quelques-uns choisissant de se rendre à Jérusalem malgré l'interdiction des autorités ottomanes. Conscients de la situation, certains membres de la population ont décidé d'apporter le soutien médical et financier nécessaire. Mais lorsque l'hiver 1917-1918 arrive, la situation s'aggrave pour de nombreux déportés et beaucoup meurent de faim, de famine et de mauvais traitements, car plusieurs yishouvs ne les accueillent pas et pensent qu'il s'agit d'espions ottomans. La détérioration des conditions de vie a incité de nombreux Juifs à fuir et plusieurs d'entre eux ont émigré vers l'Égypte, l'Europe et les États-Unis,.

### Conséquences et monuments commémoratifs
La déportation et la mort subséquente de tant de déportés juifs n'ont pas été correctement documentées.
Après le discours de Shragai, le conseil municipal de Kfar Saba a voté le changement du nom de la "rue des pilotes" de la ville en rue "Tel Aviv-Jaffa" en octobre 2009 pour commémorer les victimes de la déportation. L'association des familles des fondateurs de Tel Aviv travaille depuis des années avec une société funéraire pour établir un gilad dans le cimetière Trumpeldor à Tel Aviv en mémoire de ceux qui ont péri parmi les déportés de Tel Aviv.